# Schweizer-Reneke
Schweizer-Reneke è un centro abitato del Sudafrica, situato nella provincia del Nordovest. 